# 総合心理士
総合心理士（そうごうしんりし、英: synthesize Psychologist）とは、心理学総括研究会 MINDカウンセリングが認定する民間資格、およびその有資格者のことである。旧名称を「総合心理学士」としていたが学位ではない。

## 概要
総合心理士は、一般的な心的過程とそれに基づく行動を探求する学問を基盤とし、社会から観るコミュニケーションを重きに置き、相談依頼者（クライエント）あるいは人々の人間観の回復・保持・増進・教育への寄与を内容としている。